# Procinetus decimator
Procinetus decimator är en stekelart som först beskrevs av Johann Ludwig Christian Gravenhorst 1829.  Procinetus decimator ingår i släktet Procinetus och familjen brokparasitsteklar. Arten är reproducerande i Sverige. Inga underarter finns listade i Catalogue of Life.